# Константин Данил
Константин Данил (Лугош, око 1798. или 1802 — Велики Бечкерек, 13-25/5 1873) био је српски сликар и иконограф. Посебно је познат по свом раду на портретима. Остаје мистериозна личност и уметник јер нису познати сви његови биографски подаци.

## Идентитет
По добро упућеном немачком археологу и историчару Феликсу Каницу, "Константин Даниел" је у ствари: Данило Петровић, аутодидакт таленат, Србин из Лугоша. Произилази да је "Константин Даниел" (Данил) само германизовани уметнички псеудоним. У прилог тој тврдњи је следећи податак. Београдски сликар Стева Тодоровић је 1868. године у чланку о "живописним сликама" у београдским јавним збиркама, поменуо сликара из Бечкерека. Помиње дело Димитрија Аврамовића "Портрет Петровића ковача из Земуна", које је у ствари копија "по ваљаном српском сликару Данилу Петровићу из Бечкерека" (тј. Константину Данилу). Примећује да: "према оригиналу је доста слаба копија". Коначно чувени Вурцбахов "Биографски лексикон", као одредницу има Daniel Petrović, (међу презимењацима - Петровићима) реч је сликару родом из Лугоша, а цитира као извор познати "Словник уметника" из 1852. године, Хрвата, Кукуљевића-Сакцинског. Својим сликарем га сматрају и Мађари и Румуни.

## Биографија
Поред Лугоша, као место његовог рођења помиње се и Ечка. По његовом причању он је 1812—1816. године радио у темишварском атељеу тада најугледнијег српског сликара Арсе Теодоровића, али га је стари мајстор истјерао из љубоморе, видјевши велику даровитост и нагло напредовање свога ученика. Данил међутим није тада напустио Темишвар, већ је ступио у радионицу једнога од тројице бечких академских сликара, који су у то вријеме стално живјели у банатској престоници. Почетком двадесетих година Данилу се губи траг. Може бити да је већ и тада отишао на краће вријеме у Беч и Минхен, а углавном бит ће да је путовао по Банату и Ердељу, као многи »путујући сликари« у то доба, и издржавао се портретисањем по имућнијим грађанским домовима и по племићким »куријама«. За један такав портрет плаћао се тада један дукат, т. ј. 5 форинти у сребру. 1827. бавио се истим послом у Великом Бечкереку, те сликајући портрет тадашњег бечкеречког подначелника Stjepana Karacsony-a, богатог властелина, каснијег торонталског великог жупана и грофа, упознао се у његовој кући са Sofijom Dely, дјевојком из једне осиромашјеле мађарске племићске породице, и вјенчао се с њоме 27/2 исте године у католичкој цркви.
Године 1828, панчевачки прота Арсеновић, приликом једног похода у Алибунару, видио је у кући граничарског капетана Кљуновића изврсне портрете истог капетана и његове жене, те одмах понудио Данилу да изради иконостас нове Српске православне цркве, до тада највеће и најљепше у онамошњем Српству. Уговор је склопљен са црквеном општином 26/5 1829, Данил се преселио у Панчево, прионуо је на проучавање Св. Писма и на студирање и скицирање нацрта за поједине иконе. 1833. Данил завршио је панчевачки иконостас. Његова представа Арханђела Гаврила спада у ремек дела српског сликарства 19. века. За израду овог иконостаса добио је 4500 флорина, што је у то време била велика сума. У то вријеме је насликао у Панчеву још око 20 портрета и икона, само за властелине Јагодиће око 10 портрета, од којих су 4 на имању у Канаку, а остали у дворцу добра Крњаче, у Румунији, на граници. Тим радом у Панчеву Данил је себи остварио репутацију најбољег мајстора, а и материјално се обезбиједио за цио живот. Стога је он остао до смрти пријатељски и захвално-привржен проти Арсеновићу, који се, уз Данила, и сам развио у умјетника.
Године 1833. позвала је Данила православна румунска општина Уздин у Банату, да јој украси цркву. Године 1836. је довршио и њу, и то олтар у минијатурном размјеру, а плафон у монументалном великом стилу. 1836. расписала је српска црквена општина у Темишвару натјечај за израду иконостаса, и изабрала Данила. Карактеристично је, да је Данил понуду потписао као »мјештанин«. Тај иконостас завршио је новембра 1843. За све вријеме рада у Темишвару Данил је био средиште нарочите пажње, чак и са стране њемачког грађанства. Млади мађарски племић, потоњи министар, Горове, враћајући се са студија из, Француске и Италије, молио га је, да га прими у свом атељеу и о тој посјети написао је у Kossuthovom органу (Pesti Hirlap br. 45.377 od 1841), одушевљен чланак, приказујући га као човјека између 30 и 40 година.
Њемачке новине Temesvarer Wochenblatt неколико пута свраћале су пажњу на »умјетников гениј«, сматрајући ту цркву најљепшом у цијелој Угарској са свим њеним провинцијама. Од 1843. до 1852. боравио је већином у својој кући, у Бечкереку, сликајући портрете, а и по који жанр и nature morte (мртву природу). За тих 10 година, он је, по писању споменутог њемачког листа, два пута, 1846 и 1851, путовао у Италију, ради студија. Исто то тврди и темишварски лист Euphrosine (бр. 5). Аугуста 1852 преселио се у банатско село Добрицу, да наслика иконостас српске православне цркве. За вријеме трогодишњег рада ту помагао му је учитељ Лазар Николић који је послије и сам сликао и који се прославио особито као пијететни биограф свога учитеља,
Најзамашнији, најзрелији и посљедњи Данилов иконографски посао је српска православна црква у банатском селу Јарковцу. Већ потпуно учвршћене репутације Данил добија од Јарковчана пуну слободу, те овај пространи иконостас сличи више на огромну стијену једне галерије, но на конвенционалне иконостасе прекосавских храмова. Икона у свему има 17, двије у столовима, а 15 на иконостасу. У једноставно на зид причвршћеним, некитњастим оквирима, без ауреоле око главе, ове велике слике, упркос његовом псеудокласичном и бидермајерском маниру и слаткости, чине свечан, монументалан утисак. Слике су добро очуване, пред рат их је пажљиво очистио сликар Ст. Алексић. За слику Светог Саве у владичанском столу Данил је употријебио портрет свога добротвора, проте Арсеновића, и ни у једној композицији нема иначе код нас уобичајено, подражавање и копирање с италијанских узора. Историчар уметности Дејан Медаковић је истицао Данилову икону Светог Саве као посебно успешну. Има само сличности, у схватању и груписању, с осталим његовим иконостасима, али овдје је, изван сумње, Данил најоригиналнији и најсталоженији. Послије Јарковца радио је само још по коју појединачну икону, као Христа на Маслиновој Гори у евангеличкој цркви у Ковачици, у Банату. Отада није се много кретао из Бечкерека и сликао је по наруџби, уз велике цијене, већином портрете и по гдје који жанр.
У грађанству је Данил уживао велики углед и глас веома образована и одгојена, а и доста богата човјека. Током четрдесетих година 19. века оженио се Софијом Дели, немачком племкињом римокатоличке вероисповести, чији је лик често приказивао на својим делима. Тако је њен лик послужио као инспирација за лик Богородице на иконостасу у Успенској цркви у Панчеву. Није имао дјеце.
Био је омален, погурен и кратковидан, понашања и спољашњости врло скромне, али иначе духовит и гостољубив. Кућу је држао скоро раскошно. Говорио је и писао њемачки, али је са Србима општио српски. Сигурно је, да редовно академски није био школован, то се и осјећа по неким погрешкама у цртежу и компоновању, али опет с друге стране самим талентом не би могао достигнути оно мајсторство колорисања. Он је уопште употребљавао веома њежне, тзв. посне боје, али и поред тога истовремено примјењивао је три разна начина. Тако се он не може одређено ни сврстати у једну школу. На њему се осјећају истовремено разни утицаји, и млетачки и холандски и бечко-бидермајерски и псеудокласични. Али по слаткости, која је понекад прелазила у сладуњавост, по потпуном одсуству мушке опорости и херојскога замаха, он је син свога времена. Иначе, и у својој паланачкој повучености Данил је пратио развој свјетске умјетности и духовнога превирања. Није излагао ни у Пешти ни у Бечу никада, тек пред смрт је сликао једну повелику Св. Тројицу за бечку свјетску изложбу, али смрт га је спријечила да је и доврши.
Сачувано је и преко 80 портрета који су његово дело. Углавном је сликао портрете средње величине, а у младости је био најпознатији по портретима мале величине, око 15-20 центиметара. Најпознатији портрети које је израдио су: Портрет госпође Вајглинг, Портрет Павла Кенгелца и Портрет госпође Тетеши.
Сликар је умро 1873. године у Великом Бечкереку. Опојан је по православном обреду у Ваведењском православном храму у Граднулици. Чинодејствовала су три православна свештеника: прота Данило Стајић, поп Љубомир Поповић и капелан Ђура Стајић. Затим је ковчег пренет на градско католичко гробље где је сахрањен поред своје почивше супруге. Међутим, његов гроб није имао трајни гробни белег, али је сећање на место где је сахрањен остало у народу познато бар од почетка 20. века, када је организована акција прикупљања прилога за његов споменик. Ипак, временом је место његовог гроба било заборављено, све до 1937. године. Те године су, приликом ископавања гробнице за неку покојницу, откривена два лимена сандука. Констатовано је да су у откривеним ковчезима нађени посмртни остаци сликара Данила и његове супруге Софије Дели. Сликар и његова супруга сахрањени су тада на истом Калваријском гробљу, на месту где је 1950. године Градски одбор великом уметнику подигао споменик који ту стоји и данас.
Његову смрт новине нису објавиле, а гроб му је готово изгубљен. Тако су многи његови портрети забачени, заборављени, рашћердани и упропашћени. Што је спашено, највише се има захвалити биографу Л. Николићу и његовом сину Др. Вл. Николићу који је пронашао и његову фотографију, по којој је наручио Данила од Уроша Предића и поклонио га Народном музеју. У своје вријеме највише је учинио за Данила Ј. Вујић, који је сакупио око 25 његових слика. Уопште, у нашој земљи, које у јавним збиркама које у приватном посједу, постоји још око 70 његових радова, осим цркава. Нажалост, и послије ослобођења 1918. године, доста је одвучено у иностранство. Године 1924. помоћу Ј. Вујића, Народног Музеја и Др. М. Шевића, Умјетничко Одјељење приредило је једну малу изложбу од 25 Данилових слика, с једним предавањем. Тим поводом се много почело опет да говори и пише о томе великом српском умјетнику.

## Галерија
- Портрет Спасоја Јагодић
- Арханђел Гаврило
- Портрет великог жупана Гиција, средина 19. века (Народни музеј Зрењанин)
- Поштанска марка са портретом Павла Јагодића и натписом Константин Данил, из серије Југословенски портрети
- Иконостас цркве у Јарковцу
- Иконостас Успенске цркве у Панчеву